# Coppa del Baltico 1993
La Coppa del Baltico 1993 è stata la 13ª edizione della competizione, la 3ª dalla reistituzione di questa manifestazione nel 1991 a seguito del collasso dell'Unione Sovietica.
Ha visto, per la sesta volta nella storia, la vittoria della Lettonia, che ha preceduto i padroni di casa dell'Estonia.

## Formula
La formula è quella tradizionale della manifestazione, che prevede un girone all'italiana con partite di sola andata tra le tre formazioni partecipanti.

## Classifica finale
| Pos. | Squadra  | Pt | G | V | N | P | GF | GS | DR |
| ---- | -------- | -- | - | - | - | - | -- | -- | -- |
| 1.   | Lettonia | 3  | 2 | 1 | 1 | 0 | 2  | 0  | +2 |
| 2.   | Estonia  | 2  | 2 | 1 | 0 | 1 | 2  | 3  | -1 |
| 3.   | Lituania | 1  | 2 | 0 | 1 | 1 | 1  | 2  | -1 |

## Risultati
| Arbitro: | Tšelnokov |

|  |           |                           |
|  | Marcatori | 52’ Astafjevs 80’ Šarando |

| Pärnu 3 luglio 1993, ore ? UTC+3 Incontro 2 | Lituania  | 0 – 0 referto | Lettonia | Pärnu Kalevi (150 spett.)\| Arbitro: \| Tšelnokov \| |
| Arbitro:                                    | Tšelnokov |               |          |                                                      |

| Arbitro: | Lajkus |

|                         |           |               |
| Zamorski 25’ Bragin 39’ | Marcatori | 60’ Olšanskis |